# Clube Atlético Operário (Mafra)
O Clube Atlético Operário é um clube desportivo brasileiro da cidade de Mafra, Santa Catarina. Suas cores são o preto e o branco.

## História
Na década de 1930, foi fundado um clube com o nome Operário, que era mantido pela classe operária, e foi o "embrião" do Clube Atlético Operário (CAO), fundado em 8 de dezembro de 1940, então, nascia ali, a força do futebol do planalto norte catarinense, bem como sua história no Campeonato Catarinense.
O Clube Atlético Operário foi profissionalizado em 1977, sendo incluído no Campeonato Catarinense, recebendo equipes de ponta de Santa Catarina. Em 1978 passou a disputar as finais do campeonato catarinense, após sagrar-se campeão de sua chave e encerrou sua participação dentre os primeiros colocados.
Uma das maiores aspirações do torcedor mafrense, foi realizado em maio de 1980, com a inauguração do sistema de iluminação do estádio Alfredo Herbst, o popular Pedra Amarela, foi uma festa que ficou marcada no esporte, com a participação de várias autoridades políticas. Foi o maior público registrado até hoje no estádio, estava totalmente tomado, mais de 3000 torcedores fizeram parte desta festa de inauguração da iluminação. Na ocasião o Mafra Atlético Clube (MAC), que passou a denominar-se, esta agremiação em 21 de setembro de 1979, enfrentou o Joinville, pela Taça Santa Catarina, fase preliminar do Campeonato Catarinense na época.
No início do anos 1990 o Operário foi refundado e disputou a Série B do Catarinense, época que o clube começou a ser administrado pela Sociedade Esportiva e Recreativa dos Operários Mafrenses, atuando com tal nomenclatura.
De 2003 a 2005 voltou a ativa nas divisões de acesso, e em 2009 na Série C do Catarinense, fez uma boa campanha, ficando entre os semifinalistas.
No ano de 2015 o Operário comprou a vaga do Canoinhas Atlético Clube e ressurgiu na Série B do Catarinense sob a alcunha de Esporte Clube Operário de Mafra (ECOM).
No ano de 2017, muda-se para a cidade de Itaiópolis passando a mandar seus jogos no Estádio 16 de Abril.
No ano de 2018 mandando seus jogos no Estádio 16 de Abril, acabou o ciclo do Esporte Clube Operário nos profissionais. O Operário acabou ficando em último lugar na Série B e acabou caindo para a Série C. O clube foi vendido para o empresário Tiago Reis, fundador e presidente do Nação de Joinville. Comprando a vaga do Operário de Mafra, o Nação de Joinville tinha vaga garantida na Série C e foi o novo integrante em 2019 e ficou no grupo B, com Caçador, Jaraguá e Porto.
Em 2023 o clube foi reativado com seu nome antigo disputando categorias de base.

## Títulos
| MUNICIPAIS     | MUNICIPAIS                              | MUNICIPAIS | MUNICIPAIS                                                                          |
|                | Competição                              | Títulos    | Temporadas                                                                          |
| -------------- | --------------------------------------- | ---------- | ----------------------------------------------------------------------------------- |
| Santa Catarina | Campeonato Regional da Zona Norte - LEC | 4          | 1947, 1948, 1956 e 1962                                                             |
| Mafra          | Campeonato Municipal                    | 14         | 1947, 1948, 1949, 1954, 1956, 1958, 1959, 1962, 1970, 1973, 1986, 1989, 1996 e 2002 |

#### Campanhas de destaque
Campeonato Catarinense da Zona Norte - ACD  (Vice): 1947
 Campeonato Regional da Zona Norte - LEC (Vice): 1949
 Taça Haroldo Ferreira: 2004

## Retrospecto estadual

### Campeonato Catarinense 1ª Divisão
| Ano  | Posição                 |
| 1980 | 13º                     |
| 1978 | 7⁰                      |
| 1977 | 18º                     |
| 1964 | Regional - Zona Central |
| 1956 | Fase Amadora            |
| 1947 | 3º                      |
| 1937 | Fase Regional (LEC)     |

### Campeonato Catarinense 2ª Divisão
| Ano  | Posição                    |
| 2018 | 10º (Lanterna e rebaixado) |
| 2017 | 7º                         |
| 2016 | 6º                         |
| 2015 | 8°                         |
| 2003 | 9º                         |
| 1993 | 6º                         |
| 1992 | ?                          |
| 1991 | ?                          |

### Campeonato Catarinense 3ª Divisão
| Ano  | Posição |
| 2009 | 3º      |
| 2005 | 4º      |
| 2004 | 8º      |

### Copa Santa Catarina
| Ano  | Posição       |
| 2018 | 12º           |
| 1995 | Segunda fase  |
| 1993 | Primeira fase |

### Taça Santa Catarina
| Ano  | Posição |
| 1986 | ?       |
| 1980 | ?       |